# Aleksandra Crnčević
Aleksandra Crnčević est une joueuse de volley-ball serbe née le 30 mai 1987 à Sremska Mitrovica. Elle mesure 1,85 m et joue au poste de réceptionneuse-attaquante.

## Clubs
| Club                | De        | À         |
| ------------------- | --------- | --------- |
| Postar 064 Belgrade | 2002-2003 | 2006-2007 |
| Dinamo Pančevo      | 2007-2008 | 2007-2008 |
| A.O. Ionikos        | 2008-2009 | 2008-2009 |
| A.O. Markopoulo     | 2009-2010 | 2009-2010 |
| Olympiakos Le Pirée | 2010-2010 | 2010-2010 |
| CS Dinamo Bucureşti | 2010-2011 | 2010-2011 |
| Hainaut Volley      | 2011-2012 | 2012-2013 |
| Pioneer Red Wings   | 2013-2014 | 2013-2014 |
| Lokomotiv Bakou     | 2014-2015 | 2015-2016 |
| Nilüfer Belediye    | août 2016 | oct 2016  |
| Dinamo Moscou       | 2016-2017 | 2016-2017 |
| CS Volei Alba-Blaj  | 2017-2018 | 2017-2018 |
| Tianjin Volleyball  | 2018-2019 | 2018-2019 |
| Perugia Volley      | jan 2020  | …         |

## Palmarès
- Championnat de Serbie
  - Vainqueur : 2006, 2007.
- Coupe de Serbie
  - Vainqueur : 2003, 2006, 2007.
- Championnat d'Azerbaïdjan
  - Finaliste : 2015.
- Championnat de Russie
  - Vainqueur : 2017.
- Championnat de Roumanie
  - Finaliste : 2018.
- Coupe de Roumanie
  - Finaliste : 2018.
- Ligue des champions
  - Finaliste: 2018.
- Championnat de Chine
  - Finaliste: 2019.